# Trichomonochamus basilewskyi
Trichomonochamus basilewskyi är en skalbaggsart som beskrevs av Stefan von Breuning 1953. Trichomonochamus basilewskyi ingår i släktet Trichomonochamus och familjen långhorningar. Inga underarter finns listade i Catalogue of Life.